# کریو استندرز

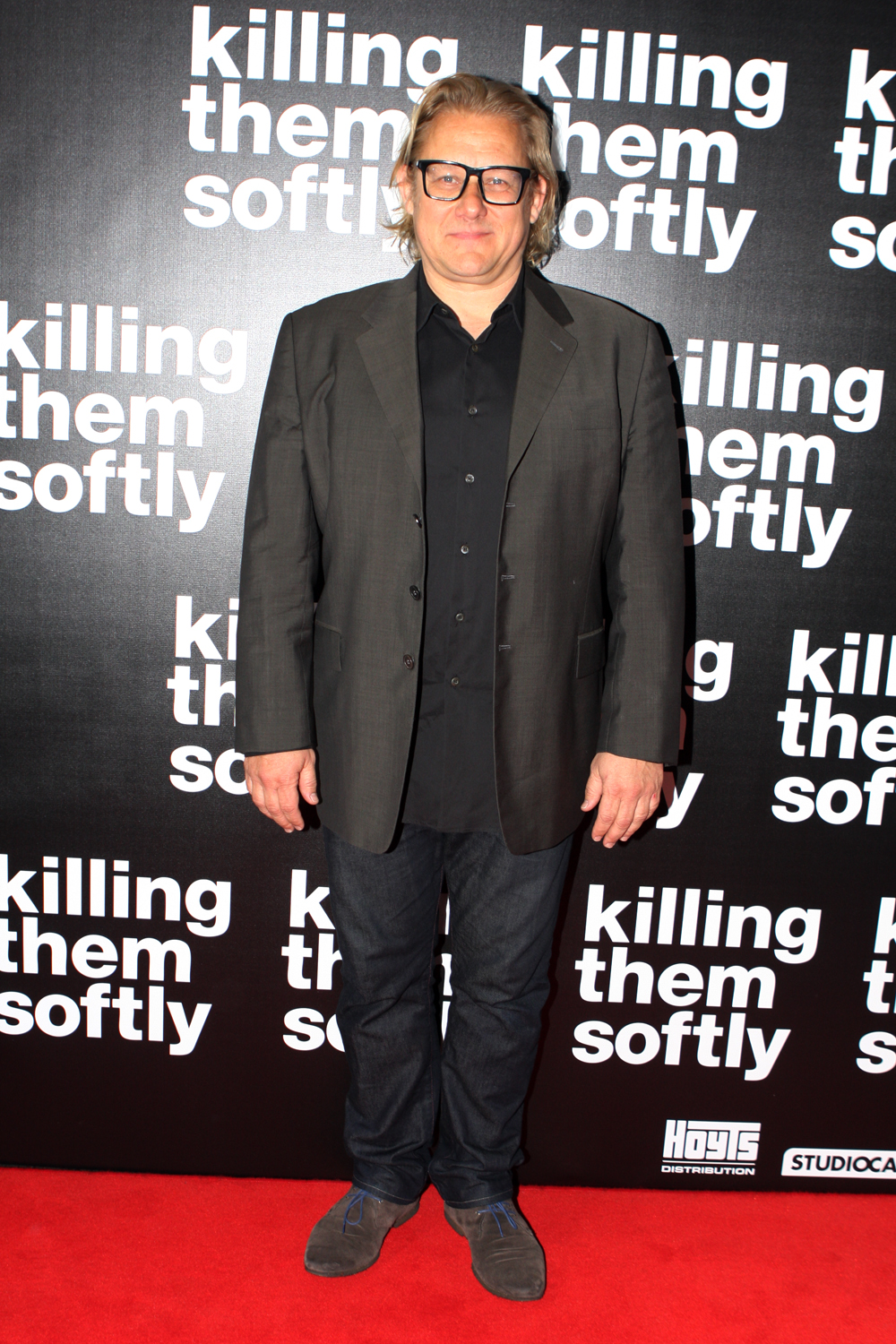
کریو استندرز در سال ۲۰۱۲

کریو استندرز (انگلیسی: Kriv Stenders) نویسنده و کارگردان اهل کشور استرالیا است. بیشتر شهرت وی به خاطر کارگردانی فیلم «سگ قرمز» است. از دیگر فیلم‌هایی که وی کارگردانی کرده می‌توان به مرا سه بار بکش اشاره کرد.